# Susana Escobar
Nidia Susana Escobar de Cristaldo (9 de mayo de 1962) es una actriz paraguaya.

## Biografía
Cursa la educación primaria (1968 a 1973) y la media (1974 a 1979) en la Escuela San Pedro y San Pablo. Luego pasa a la Escuela de arte escénico y declamación Teatro Selecto, obteniendo el título de "actriz profesional", el 14 de diciembre de 1994.

### Otros cursos
- Curso de dicción y oratoria del 15 de julio a 15 de septiembre de 1997. Teatro selecto
- Dicción y perfeccionamiento teatral 12 de abril al 28 de mayo de 1997. Taller de teatro
- Curso de etiqueta, protocolo y ceremonial: noviembre y diciembre de 1998. Servicio Nacional de Promoción Profesional - S.N.P.P.
- Curso de dicción y oratoria: desde el 30 de noviembre al 11 de diciembre de 1998. Servicio Nacional de Promoción Profesional - S.N.P.P.
- Curso de relaciones humanas y públicas: noviembre y

diciembre de 1998. Servicio Nacional de Promoción Profesional - S.N.P.P.
- Respiración aplicada a la palabra: año 1989. Dto. Cultural de la Municipalidad de Asunción
- Taller de teatro Tei: Año 1990/1992. Área cultural de la Embajada Argentina

## Trayectoria
Participó como protagonista en la serie “Niñera de adultos” emitida por Canal 13 en 2008 junto a Nico García y Jose Ayala.

## Filmografía y Teatro
Television
| Año  | Trabajo           | Rol            | Notas        |
| 2008 | Niñera de adultos | Digna Quiñonez | Protagonista |

### Radioteatro
- Compañía teatral Carlos Escobar “El Caballero de la emoción y elenco”
- Elenco de teatro “Amerindia”
- Elenco de teatro “Ydavas”
- Compañía teatral “Cesar Armando Escobar”

#### Obras de 1975 a 1988
•	Milagrosa Crucecita de la Fe
•	Una flor ultrajada
•	Kuña Saraki
•	Mateo Gamarra
•	Gastón Gadin
•	El arriero del poncho rojo
•	Yo soy de la chacarita
•	El hijo pródigo
•	Vida Pasión y Muerte

### Actriz invitada
- Prof. Celeste Pérez Báez – tesis y tesina 2002
- Prof. Lourdes Adorno – Academia de Danza Montserrat

Clausura actividades  2004
- Prof. Lourdes Adorno – Academia de Danza Montserrat

Clausura actividades  2006
- Prof. Lourdes Adorno – Academia de Danza Montserrat

Clausura actividades  2008

### Dirección escénica
Elenco teatral de padres: Chiquitines año 1987.
Elenco teatral: Escuela San Pedro y San Pablo año 1977
Elenco juvenil: Parroquia San Pedro y San Pablo: año 1977 – 1980.
Profesora de educación artística Colegio l’ Immaculee Conception: 1999 – 2000
Instituto de Formación docente San Martín de Porres. Año 2002-2004.
Colegio San Gerardo año: 1990 – 2007.
Escuela Sagrada Familia: año: 2000 – 2007.
Cooperativa San Pedro Ltda. 2006

### Grupo Teatral “Teatro Selecto”
Obras del 1995 al 2008
•	La Celestina
•	La gitanilla
•	El si de las niñas
•	La babosa
•	Boli
•	Los hombres de Celina
•	Poa nda jajokoi
•	Jasy Jatere
•	Pacholí
•	Sombrero Kaa
•	Maria
•      La princesa Panchita
•      Su Señoría tiene miedo
•      La Pirata Casimira
•      El Crimen de Tinta Lila
•      Para Todo Servicio
•      El Desencanto de Francia
•      Alicia en el País de las Maravillas

### Elenco del DirectorNestor Amarilla2011
•      La Pruebera

### Radio Teatro 2010 - 2011
•  Flor...Mi Bella Flor
•  El Amanecer de la Patria